# بلث

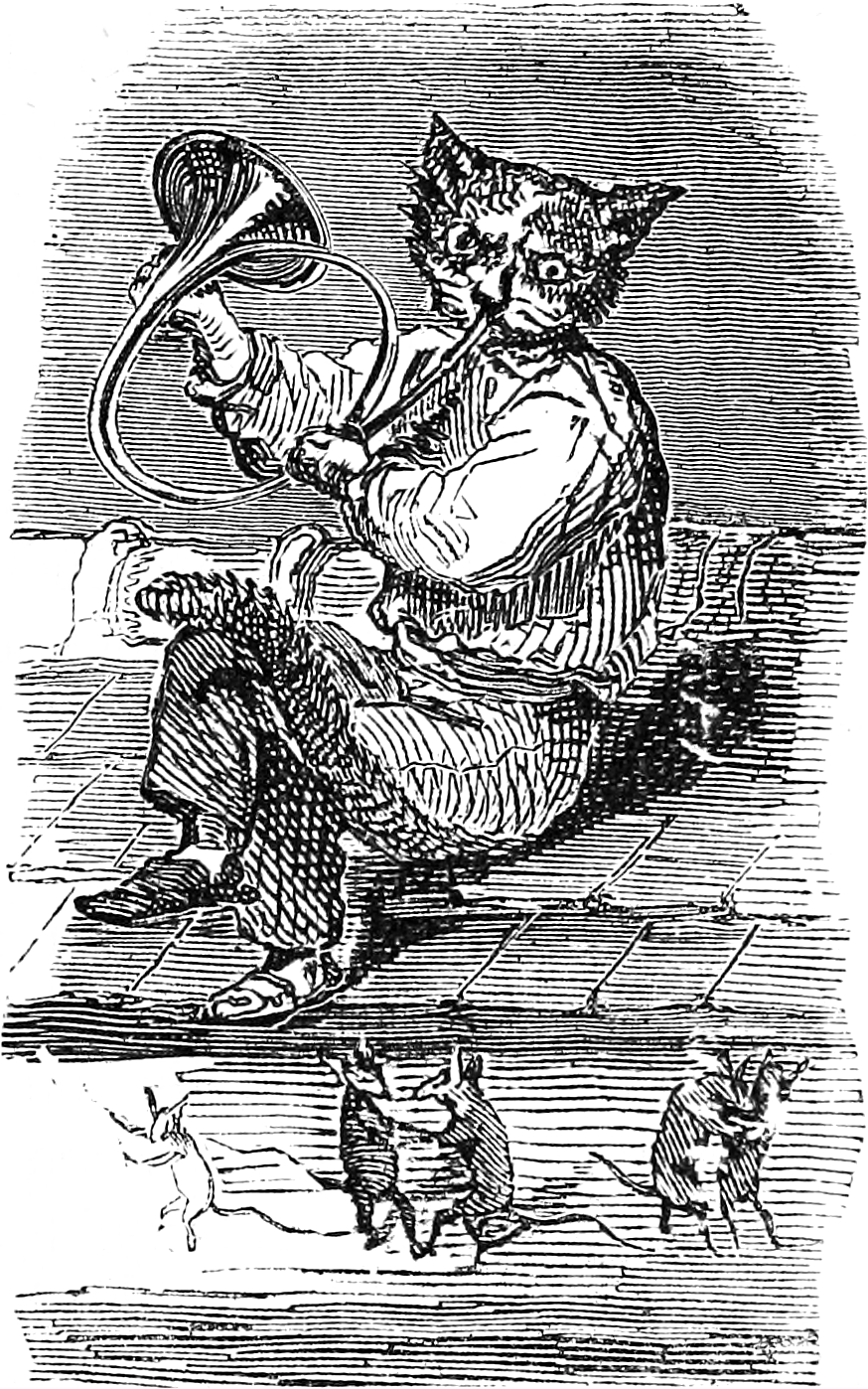
تصویری از بلث اثر ژاک کولین دی پلانسی

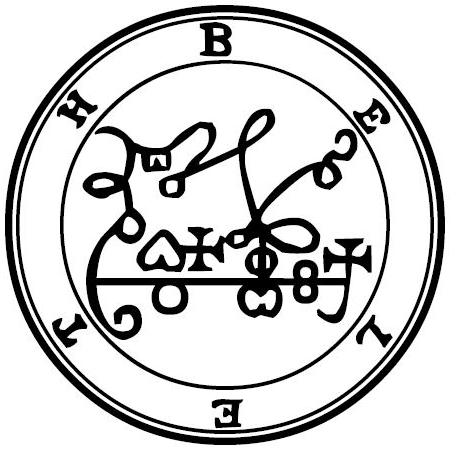
سیگیل بلث در کلید کوچکتر سلیمان

در دیوشناسی بلث (به انگلیسی:Beleth؛ همچنین نوشته‌شده مانند .Bilet, Bileth, Byleth و Bilith) یکی از پادشاهان دوزخ است که هشتاد و پنج لژیون شیاطین را فرماندهی می‌کند. بنابرگفته اکثر نویسندگان شیطان‌شناسی و معروفترین کتاب‌های جادو او سوار بر اسبی رنگ‌پریده می‌شود و از پیشاپیش حضور او موسیقی‌های مختلفی شنیده می‌شود.
طبق گفته کتاب جادو «Pseudomonarchia Daemonum» حام پسر نوح اولین شخصی بود که بلث را پس از طوفان نوح فراخواند و با کمک او کتابی با موضوع ریاضیات نوشت.
هنگام احضار شدن بلث خود را زننده و خشمگین به نمایش می‌گذارد تا جادوگر را بترساند یا ببیند که آیا جادوگران دارای شجاعت هستند. برای کنترل بلث جادوگر باید شجاع باشد و با استفاده از عصای آیینی مثلثی را با ضربه‌زدن به سمت جنوب و شرق بکشد سپس عصای خود را به سمت بالا حرکت دهد.
کتاب جادوی «Dictionnaire Infernal» بیان می‌کند که برای احضار بلث جادوگر باید یک انگشتر نقره‌ای را در انگشت وسط دست چپ در برابر صورت خود بگیرد تا به مقام پادشاهی او احترام گذاشته شود.